# Râul Moașa, Olt
Râul Moașa sau Râul Moașa Sebeșului este un curs de apă, afluent al râului Olt. 